# Deglholz
Der Weiler Deglholz ist ein Gemeindeteil von Ascha auf den Gemarkungen Bärnzell und Ascha  im niederbayerischen Landkreis Straubing-Bogen.
Die kleine Siedlung mit fünf Anwesen (2021) ist in der Ortsdatenbank noch als Einöde vermerkt, liegt einen Kilometer südwestlich des Ortskerns von Ascha westlich der Bundesstraße 20.

## Geschichte
Deglholz war ein Gemeindeteil der Gemeinde Bärnzell, die mit der Gebietsreform in Bayern ihre Eigenständigkeit verlor und 1971 in die Gemeinde Ascha eingegliedert wurde.
 Einwohnerentwicklung 
| Jahr        | 1835 | 1860 | 1861 | 1871 | 1875 | 1885 | 1900 | 1925 | 1950 | 1961 | 1970 | 1987 |
| ----------- | ---- | ---- | ---- | ---- | ---- | ---- | ---- | ---- | ---- | ---- | ---- | ---- |
| Einwohner   | 15   | 8    | 18   | 16   | 15   | 6    | 11   | 14   | 10   | 9    | 11   | 10   |
| Wohngebäude | 2    | 1    |      |      |      | 1    | 2    | 2    | 2    | 2    |      | 2    |